# Stavby
Stavby är kyrkbyn i Stavby socken och en småort i Uppsala kommun belägen cirka 10 km söder om Alunda. 
I Stavby ligger Stavby kyrka. Bytomten ligger på höjden väster om kyrkan. Den har dock troligen flyttats från ett läge närmare kyrkan, bygravfältet från järnåldern ligger strax öster om kyrkan.
Stavby by är dokumenterad första gången i markgäldsförteckningen 1312 ("de Staby"), då fanns här tre skattskyldiga. 1341 anges att Stavby kyrka övertagit en gård här. Under 1500-talet bestod Stavby av 3 hela eller 2 hela och ett halvt mantal skattejord och fyra mantal kyrkojord. Två av kyrkohemmanen drogs in av Gustav Vasa som gjorde dem till sin privata egendom och bytte 1558 bort dem till Per Eriksson i Ösby, Tuna socken.
Stavby är värd för Upplands största "Traktor-Race". Traktorracet grundades 2003 av Rolf Nyman.

## Personer från orten
Från Jönninge i närheten Stavby kom motocrossföraren Gunnar Johansson, född 1933. Johansson blev svensk mästare och VM-tvåa i motocross. Han vann även endurotävlingen Novemberkåsan tre gånger.
Konstnären och friherren Alexander Rudbeck var född i Husby, Stavby socken 1829.